# Palais Stern

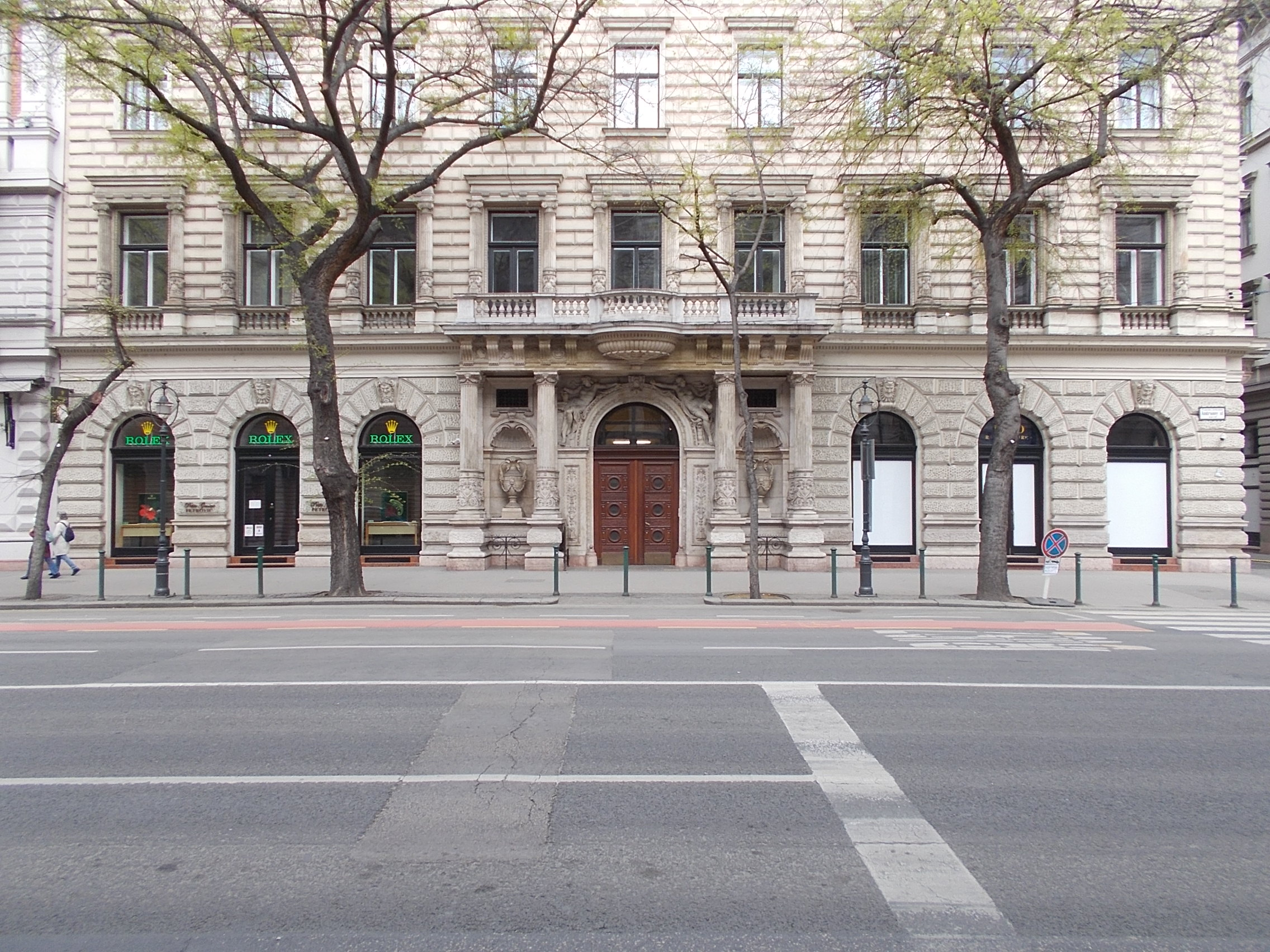
Palais Stern, 2021

Das Palais Stern (ungarisch Stern palota) ist ein denkmalgeschütztes Palais an der Andrássy út Nr. 10 in Budapest. Das Bauwerk zählt zusammen mit der Andrássy út zum UNESCO-Weltkulturerbe.

## Geschichte
Auf dem Grundstück des heutigen Palais standen davor drei Gebäude. Diese wurden 1881 abgerissen und auf deren Grundstück bis 1884 ein dreistöckiges Palais im Stil des Eklektizismus nach Plänen von Adolf Feszty erbaut. Auftraggeber war der aus dem Szeklerland stammende Kaufmann Ignác Stern. Ab 1923 bot das Palais für einige Jahre dem Konsulat der Vereinigten Staaten Platz. Bis 1931 war das Gebäude zudem Sitz des Singer und Wolfner Verlag, der auch Bücher von Ferenc Herczeg, Géza Gárdonyi und Sándor Bródy publizierte. Im Jahr 1949 wurde das Palais enteignet und verstaatlicht. Ab 1952 beherbergte es ausschließlich Büros.

## Galerie

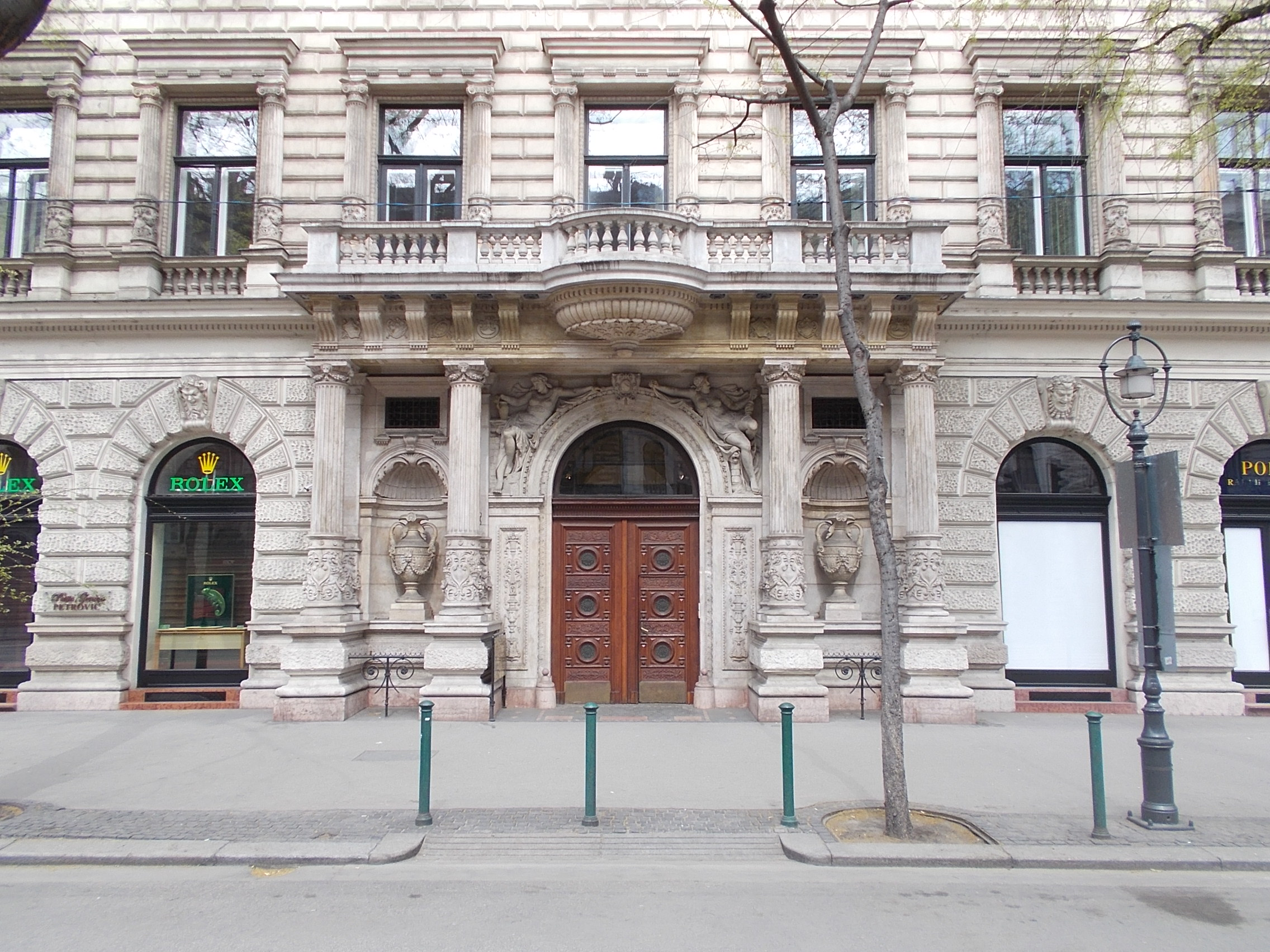
Eingangsbereich
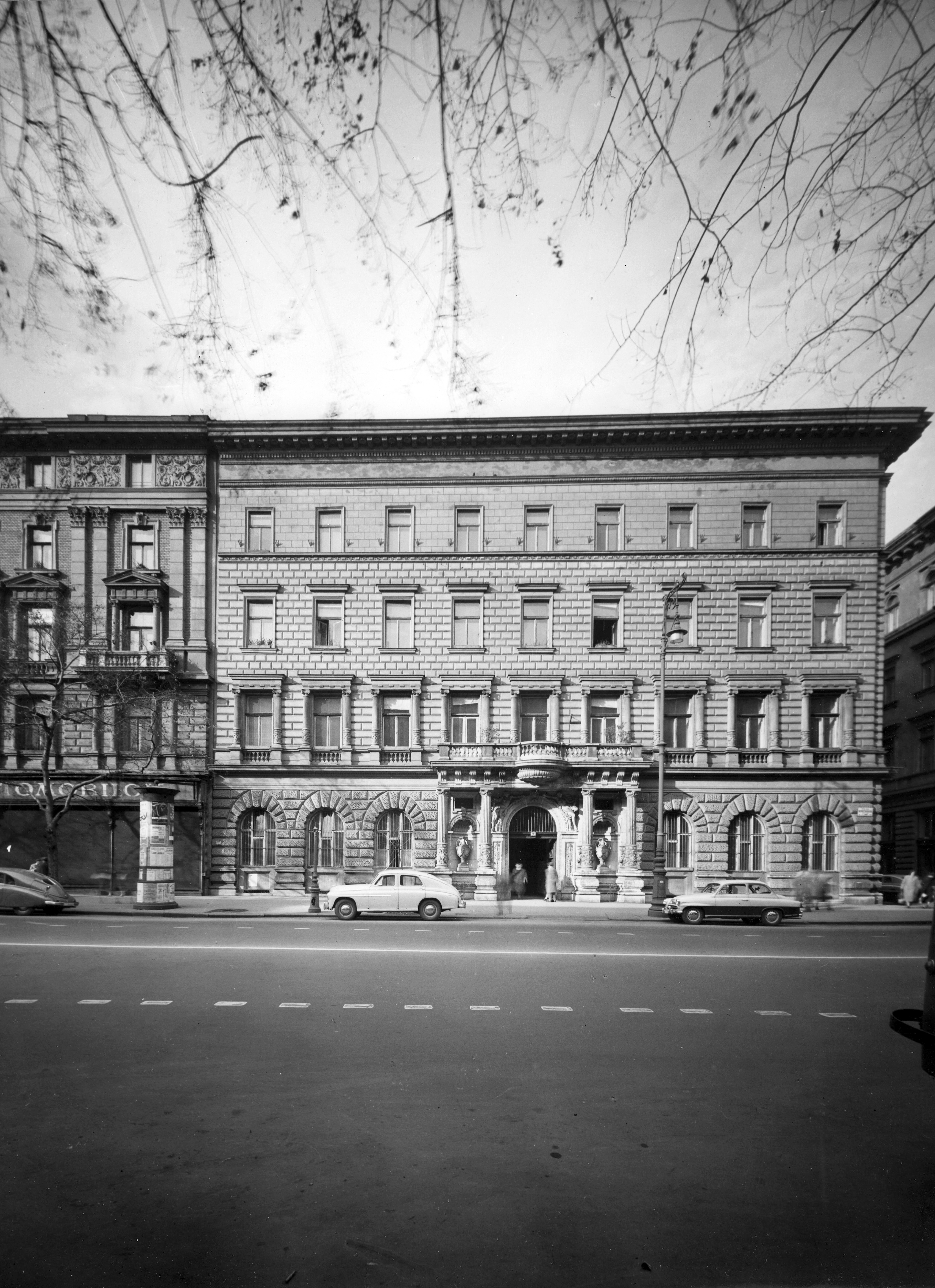
Ansicht von 1958